# Niamina West
Il distretto di Niamina West è un distretto del Gambia nella Divisione del Central River con 6.630 abitanti al censimento del 2003.

## Società

### Evoluzione demografica
In base ai dati del censimento 1993 la popolazione del distretto era così suddivisa dal punto di vista etnico:
| Etnia       | Abitanti | %     |
| ----------- | -------- | ----- |
| Mandingo    | 1.547    | 27,30 |
| Fulani      | 3.266    | 57,64 |
| Wolof       | 623      | 11,00 |
| Jola        | 3        | 0,05  |
| Serahule    | 60       | 1,06  |
| Altre etnie | 167      | 2,95  |